# فارس حمدان
فارس حمدان ((بالعبرية: פארס חמדאן‏)، 1910 - 29 نوفمبر 1966) سياسي عربي إسرائيلي. كان عضواً في الكنيست عن قائمة الزراعة والتنمية بين عامي 1951 و1959.

## السيرة الذاتية
ولد حمدان في باقة الغربية في العهد العثماني، وتم انتخابه رئيسا للمجلس المحلي في قريته عام 1944، حيث أسس في وقت لاحق مصنع للحلويات الحمضية.
كان على رأس قائمة الزراعة والتنمية المتصلة بحزب ماباي الحاك في انتخابات الكنيست عام 1951، وانضم الحزب إلى حكومة ديفيد بن غوريون لكن حمدان لم يحصل على حقيبة وزارية.
تم إعادة انتخابه عام 1955، وانضم مرة أخرى إلى الائتلاف الحاكم. ترأس محمود الناشف الحزب خلال انتخابات عام 1959، الذي فازوا فيها بمقعد واحد وخسر حمدان مكانه في الكنيست. توفي عام 1966.

## وصلات خارجية
- فارس حمدان على الموقع الإلكتروني للكنيست